# Friedrich Otto Gustav Quedenfeldt
Friedrich Otto Gustav Quedenfeldt (Graudenz, 14 juni 1817 - Berlijn, 20 december 1891) was een Duits entomoloog.
Quedenfeldt was generaal-majoor in het Pruisische leger. Zijn zoon Max jun. Quedenfeld (1851 - 1891) was een luitenant in het hetzelfde leger en was tevens een insectenhandelaar die expedities naar Marokko (1880, 1883 en 1885-1886), Algerije (1884), de Canarische Eilanden (1887), Tripoli en Tunesië (1888-1889) en Anatolië (1891) ondernam om insecten te verzamelen onder andere voor zijn vader. Hij was gespecialiseerd in kevers (Coleoptera) en beschreef vele nieuwe soorten voor het eerst.

## Enkele werken
- 1883 - Kurzer Bericht über die Ergebnisse der Reisen des H. Major a.D.v. Mechow in Angola und am Quango-Strom, nebst Aufzählung der hierbei gesammelten Longicornien.
- 1883 - Beschreibung von vier africanischen Longicornen.
- 1883 - Verzeichniss der von hern Stabsarzt Dr. Falkenstein in Chinchoxo (Westafrika, nördlich der Congomündungen) gesammelten Longicornen des Berliner Königl. Museums.
- 1885 - Cerambycidarum Africae species novae.
- 1888 - Beiträge zur Kenntniss der Koleopteren-Fauna von Central-Afrika nach den Ergebnissen der Lieutenant Wissman'schen Kassai-Expedition 1883 bis 1886.